# 소녀 마법사 파르페

《소녀 마법사 파르페》는 1999년 고가도 스튜디오의 검은 고양이 팀에서 만든 게임이다. 파르페 슈크렐이란 소녀가 엄마가 돌아가시고 빚을 갚기 위해 1년간 마법상점을 운영하면서 벌어지는 스토리를 가지고 있다.
게임장르는 경영/연애시뮬레이션이며 같은 시리즈로 꽃밭의 플로레, 소녀 마법사 레네트, 하트 풀 메모리즈가 있다.
2012년 3월 8일 플레이스테이션 포터블 리메이크판 「리틀 윗치 파르페 검은 고양이 마법점 이야기」가 사이버 프런트에서 발매되었다.

## 등장 인물
※ 성우는 PC판, PSP판, 한국판 순서.
파르페 슈크렐
성우 - 코야마 키미코 / 히다카 리나 / 양정화
14세. 엄마마저 돌아가셔서 1년 안에 백만을 모아야하는 주인공. 이름처럼 파르페처럼 귀여우면서 굳센 성격을 가진 소녀. 빚을 갚기 위해 학원을 그만두고 사케마스와 검은 고양이 마법 상점을 운영하고 있다.
사케마스
성우 - 미타 유코 / 스기타 토모카즈 / 최준영
검은 고양이 마법 상점을 지키는 고양이로 파르페와는 동료인 존재.
플로레 밀피아
성우 - 산고 미나코 / 사토 사토미 / 이지영
파르페의 친구로 꽃 키우는 걸 좋아하는 소녀. 조용하고 차분한 성격으로 몸이 약하다.
레네트 킬슈
성우 - 미즈키 나나 / 타케타츠 아야나 / 이현진
14세. 파르페의 친구로 스마일 상점이란 마법 가게를 운영하고 있으며 파르페와 라이벌적인 관계를 가지고 있다.
코코토 킬슈
성우 - 미즈하시 카오리 / 하세가와 시즈카 / 이지영
주인공 파르페와 친구이자 라이벌인 레네트 킬슈의 동생. 언니인 레네트와 함께 스마일상점이란 마법 가게를 운영하고 있다.
페르
성우 - 이시다 아키라 / 키시오 다이스케 / 최준영
바람의 왕국 폴라이터 국에서 온 음유시인.
필립스 왕자
성우 - 이시다 아키라 / 키시오 다이스케 / 최준영
파르페가 살고있는 나라 플로르 엘모스 왕국의 왕자.
플로레 엄마
성우 : ? / 이현진
플로레의 엄마로 병약한 플로레를 언제나 걱정한다.
샨티 슈크렐
성우 - 미타 유코 / 칸다 미카 / 이현진
파르페의 엄마로 죽었으나 후반부에 저승의 혼으로 파르페가 잠시 엄마를 불러와 볼 수 있다.
대마법사
성우 : 없음. / 타니 이쿠코
플로레를 살리기 위해 파르페가 찾아갔을 때 플로레를 살릴 수 있는 방법을 알려주는 인물.
슈왈츠 월더
성우 : 미등장 / 아키모토 요스케
PSP판에서 등장.

## 스탭
Windows판
- 기획·원안·각본 - 貝阿弥範明
- 캐릭터 디자인 - 岸上大策
- 음악 - 馬場信繁
- 監督 - 松浦幸治

- PSP판

시나리오 - 竹内なおゆき, 니시카와 마오토
캐릭터 디자인·원화 감수 - 후지와라 와라와라

## 음악
- 「Little Witch's Heart」
작사 - 貝阿弥範明 / 작곡·편곡 - 馬場信繁 / 노래 - 코야마 키미코

## 같이 보기
- 소녀 마법사 레네트 - 같은 시리즈 게임이다.
- 하트풀 메모리즈 - 같은 시리즈 게임이다.
- 꽃밭의 플로레 - 같은 시리즈 게임이다..
- 엔젤릭 콘서트 - 본 게임의 시리즈와 세계관을 공유하는 뮤직 어드벤쳐 게임이다.
- 미마나 이알 크로니클 - 본 게임의 시리즈와 세계관을 공유하는 롤플레잉 게임이다.